# Antón Lamazares
Antón Lamazares (n. 2 ianuarie 1954, Lalín⁠(d), Galicia, Spania) este un pictor spaniol din „generación de los 80” ca și José María Sicilia, Miquel Barceló sau Víctor Mira. În lucrările sale, pe lemn sau pe carton, el creează un limbaj propriu prin prelucrarea suprafeței și prin experimentarea cu lac și alte materiale. Stilul său se dezvoltă de la un început jucăuș expresionistic, către arta informală și abstracție. În lucrările sale cele mai noi se arată tendința minimalistă, în care se integrează dialogul între suflet și amintire, senzualitate și spiritualitate, ca și între onirism și poezie. Lucrările sale au o largă răspândire internațională; sunt expuse în multe orașe de pe diverse continente și se află în mari muzee ca de exemplu în Muzeul Național Regina Sofía, în Centrul de Artă Contemporană al Galiției și în Muzeul de Artă Contemporană din Madrid, precum și în numeroase colecții particulare și fundații de artă. 

## Biografie

### Anii de început: Pictură și Poezie
(Galiția, 1954-1977)

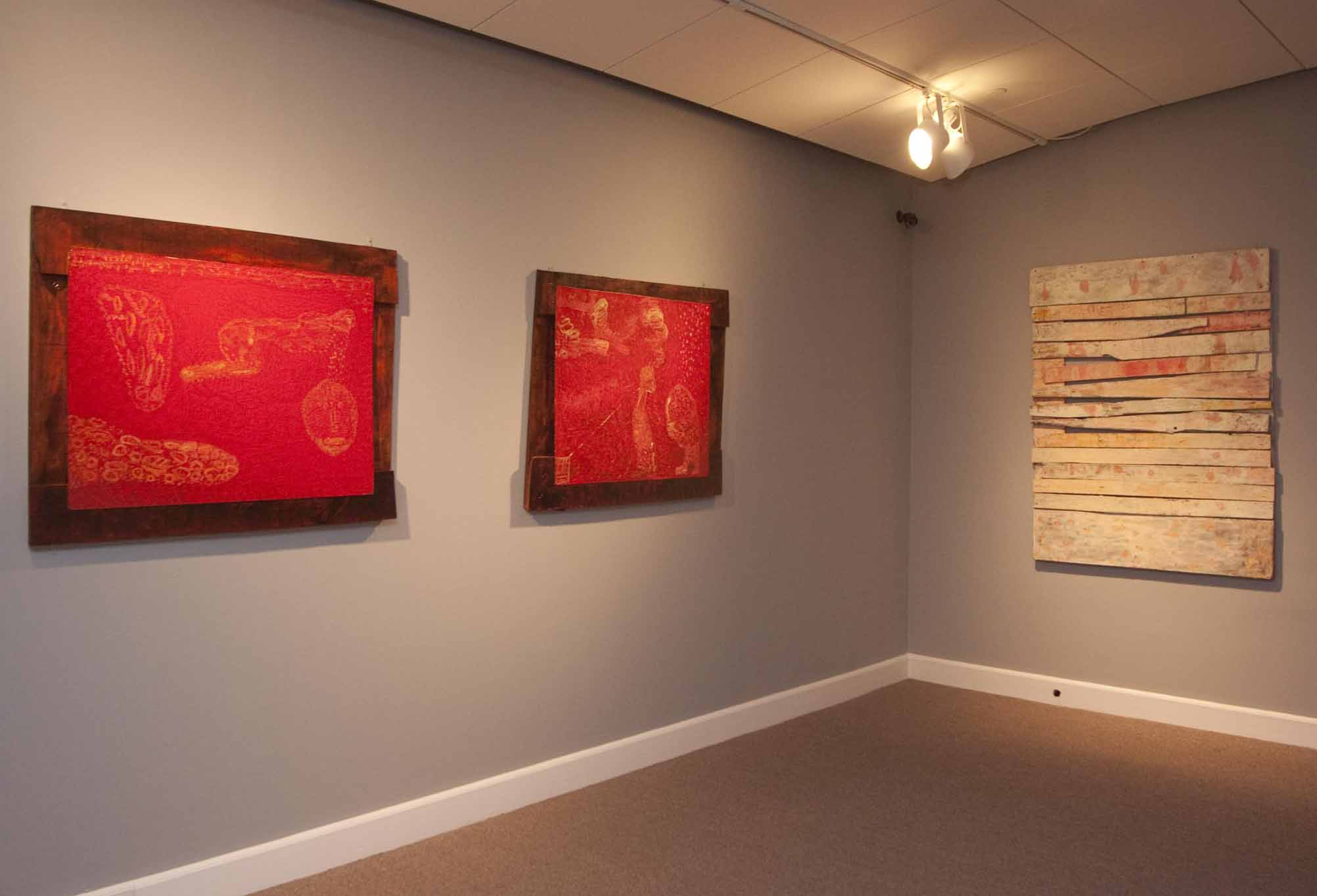
Lucrari din seria Sueño e colorao

Lamazares s-a născut pe 2 ianuarie 1954 în Maceira, un sat din Lalín (Pontevedra, Galicia); atmosfera satului a lăsat urme adânci în imaginația și în dezvoltarea sa creatoare. Între 1963 și 1969 frecventează școala franciscană afiliată mănăstirii franciscane din Herbón, perioadă în care se dedică cu patos lecturii clasicilor latini și greci. Către sfârșitul anilor 60 începe să scrie poezii și se împrietenește cu scriitorul Álvaro Cunqueiro, precum și cu pictorul Manuel Pesqueira, care devin persoanele cele mai apropiate. El se hotărăște să învețe autodidactic pictura și începe în 1972 prima călătorie de studii artistice, în care studiază în special pe Van Gogh, Paul Klee, Rembrandt și Joan Miró, iar acestor maeștrii venerați li se vor adăuga apoi și Antoni Tàpies, Manuel Millares, Alberto Giacometti, Francis Bacon, precum și arta oceaniei și arta mediavală.
După reîntoarcere se angajează în Barcelona ca lucrător în construcții și se concentrează în special pe colecțiile de artă romanică din Museo Marés și din Museu Nacional d'Art de Catalunya. Apoi călătorește la Madrid unde reia contactul cu maestrul său Laxeiro. Se împrietenește de asemenea cu poetul Carlos Oroza a cărui prietenie va deveni esențială pentru pictorul Lamazares: împletirea picturii cu poezia va reprezenta o constantă a operei sale.
În 1973, la vârsta de doar 19 ani, își expune deja picturile în expoziții colective și personale. În 1975 trebuie să înceapă stagiul militar în cadrul marinei din El Ferrol. La 27 septembrie al aceluiași an va fi demoralizat aflând de ultimele victime împușcate de regimul lui Franco; unul dintre condamnații împuscați, Humberto Baena, din Pontevedra, era un prieten al lui. Lamazares cade într-o adâncă depresie și va fi internat la psihiatrie; în această perioadă scrie volumul de poezii Adibal.

### De la expresionism șiArte Poveracătre picturacu două chipuri
(Madrid-New York, 1978-1989)

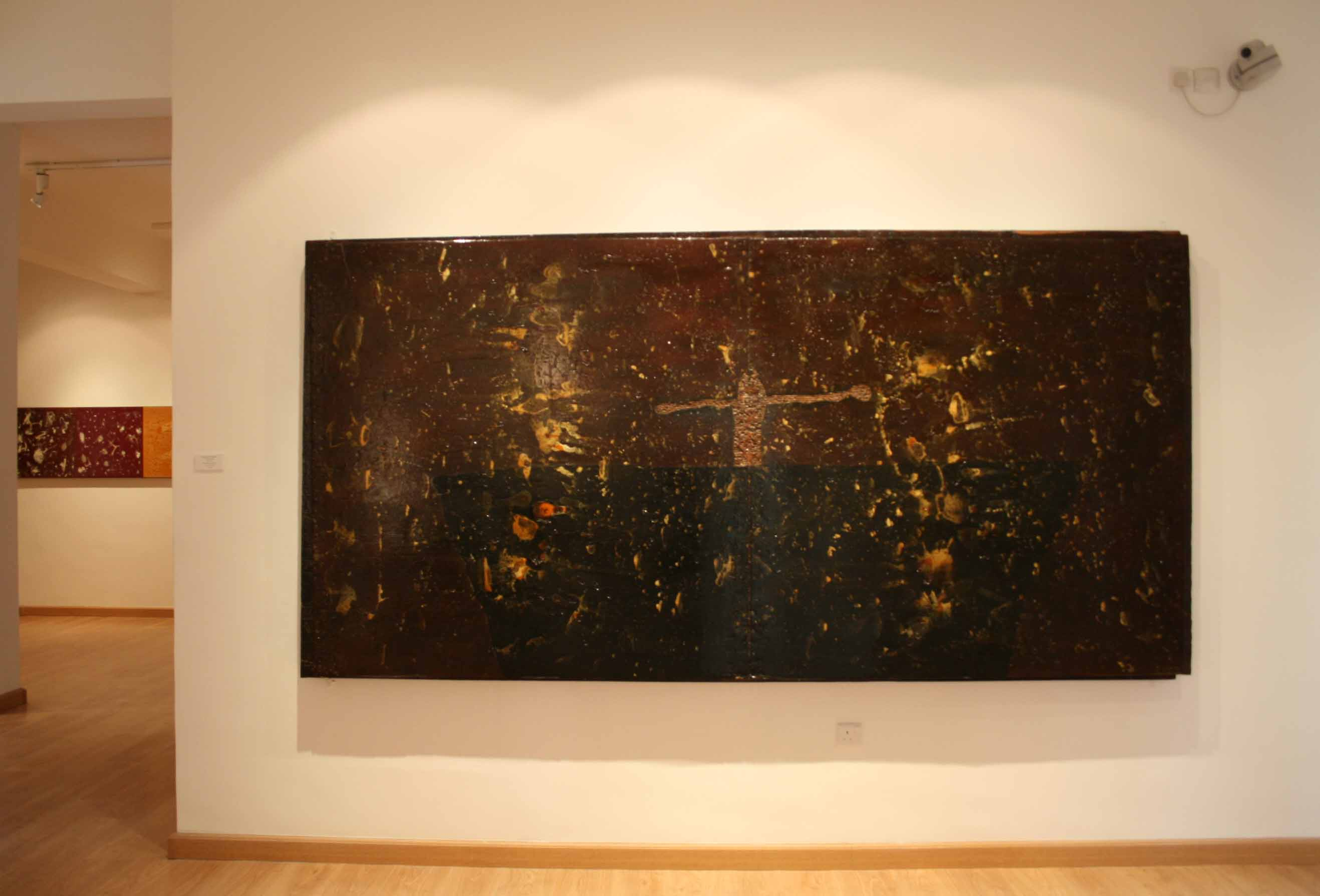
Mauro, din Gracias Vagabundas, in cadrul Galeriei Naționale a Iordaniei

În 1978 se mută la Madrid unde se împrietenește cu pictorul Alfonso Fraile, critic de artă, dar și cu poetul Santiago Amón, precum și cu neurologul Alberto Portera, membru al unei grupe de artiști –scriitori, regizori, muzicieni și pictori– și pe a cărui mare proprietate din provincie în Mataborricos aceștia se întâlnesc la sfârșit de săptămână și unde Lamazares în 1979 își organizează o expoziție în aer liber.
Anii de după 1980 sunt marcați de o muncă intensă și de mare răspândire a lucrărilor sale: încă înainte de a împlini 30 de ani Lamayares și-a câștigat deja un loc în lumea artistică atât din Spania, cât și pe plan internațional. Figurile din picturile sale sunt reprezentate cu inspirație jucăușă și visătoare, linie impresionistică, cromatică intensivă și originalitate puternică. Opera sa este expusă în Galeria Juana Mordó din Madrid, la Elisabeth Frank în Belgia și în Sala Gaspar în Barcelona. Beneficiind de o bursă Fulbright va trăi pentru doi ani în New York, pictura sa dezvoltându-se către o concepție mai pură și orientată spre material, fiind expusă în Galeria Bruno Fachetti din New York. Trăiește între locuințele din New York și din Salamanca și călătorește în 1988 în Asia Mica –vizitând templul lui Apollo din Didyma, ca omagiu pentru Hyperion al poetului Hölderlin– și apoi la Istanbul. Acolo va fi adânc impresionat de bisericile bizantine și de iconografia lor, care se regăsește apoi în noile sale opere realizate prin alăturarea multor piese de lemn și pe care le va prezenta în Galería Miguel Marcos. În 1990 concepe o nouă serie pe care o denumește bifrontes (cu două chipuri), deoarece se pot privi pe ambele părți.

### Arta sculpturală și marile formate
(Paris-Madrid, 1990-2003)

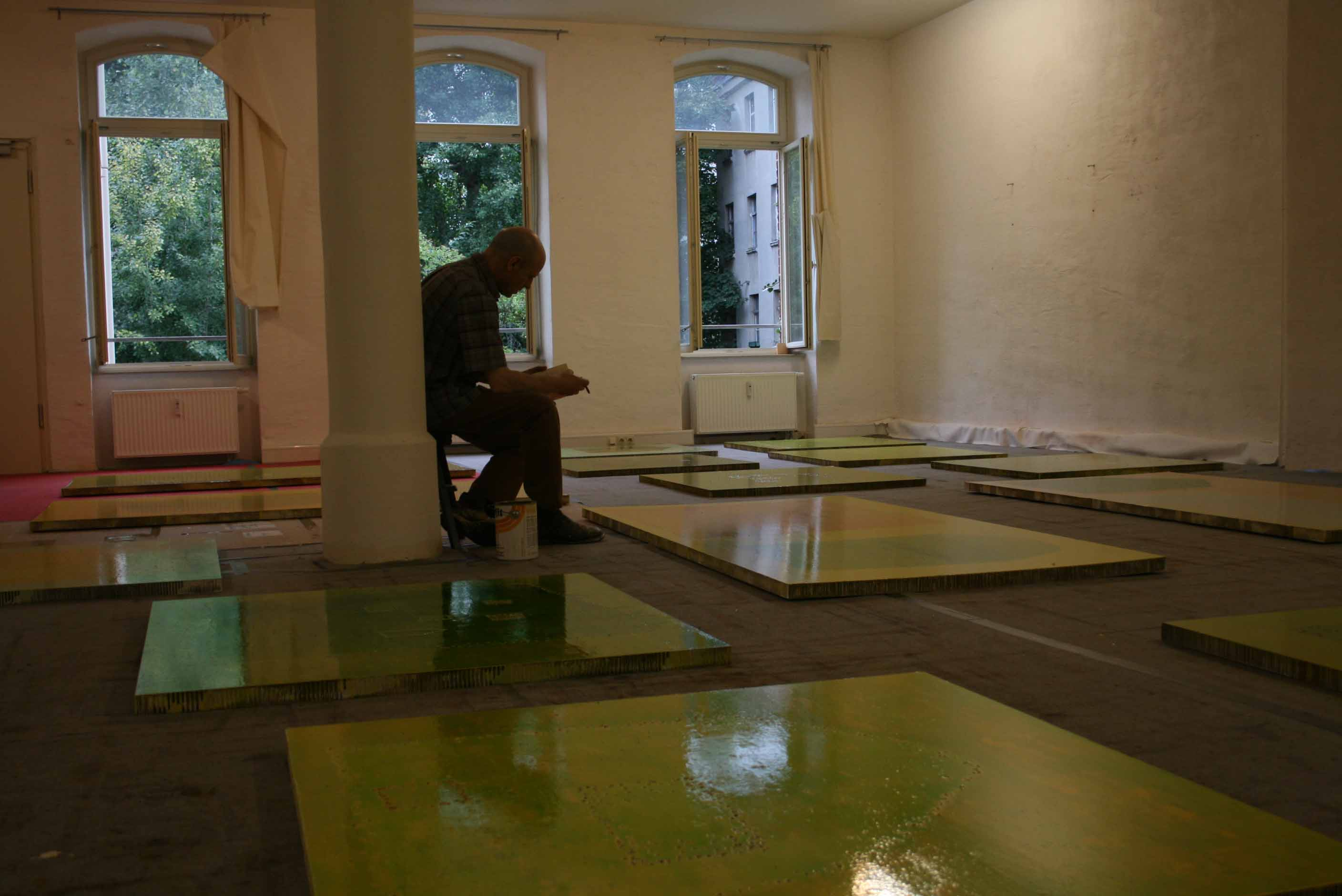
Antón Lamazares in atelierul personal

Între 1990 și 1991 Lamazares se află prin bursa Cité des Arts în Paris și va deschide în 1991 un mare atelier în Madrid în care lucrează la seriile Gracias vagabundas (Gratiile ratacitoare) și Desazón de vagabundos (Neliniștea vagabonzilor). În 1993 face cunoștință personală cu Tàpies și publică un interviu cuprinzător realizat cu ocazia premierii acestuia cu Leul de Aur în cadrul Bienalei din Veneția. Invitat de Centrul de artă contemporană al Galiției rămâne din mai până în noiembrie în Galiția unde pictează seria Gracias do lugar: Eidos de Rosalía, Eidos de Bama (Farmecul locurilor: Sesurile Rosalíei, Sesurile de la Bamas). Din iunie și până în noiembrie 1997 pictează în aer liber în Santa Baia de Matalobos Bés de Santa Baia. În 1998 pictează în Madrid seriile Titania e Brao, un omagiu dedicat verii castiliene, apoi Pol en Adelán. El execută în afară de acestea, lucrări grafice ca de exemplu litografii pentru ilustrarea celor cinci texte ale lui Martín Garzo în albumul de artă El Canto de la Cabeza sau cele care acompaniază Itinerarium lui Egeria, ultima fiind premiată de Le Monde Diplomatique cu titlul Cartea Anului. În 2001 realizează o expoziție imensă intitulată Un saco de pan duro (Un sac plin de pâine uscată) în portul orașului A Coruña.
Lucrarea sa va fi aleasă de ministerul de externe în promoția programului reprezentând "Arta spaniolă în străinătate" (SEACEX), împreună cu cea a altor artiști spanioli cum ar fi Antonio Saura, Martín Chirino, Joan Hernández Pijuan, Millares, Pablo Serrano, Jorge Oteiza oder Tàpies. Lamazares călătorește la Florența și la Assisi spre a se apropia de operele de artă ale Renașterii, precum și de universul sfântului Francisc, căruia îi va dedica noua sa serie Follente Bemil.

### De la abstracție către minimalismul poetic
(Berlin, începând din 2004)

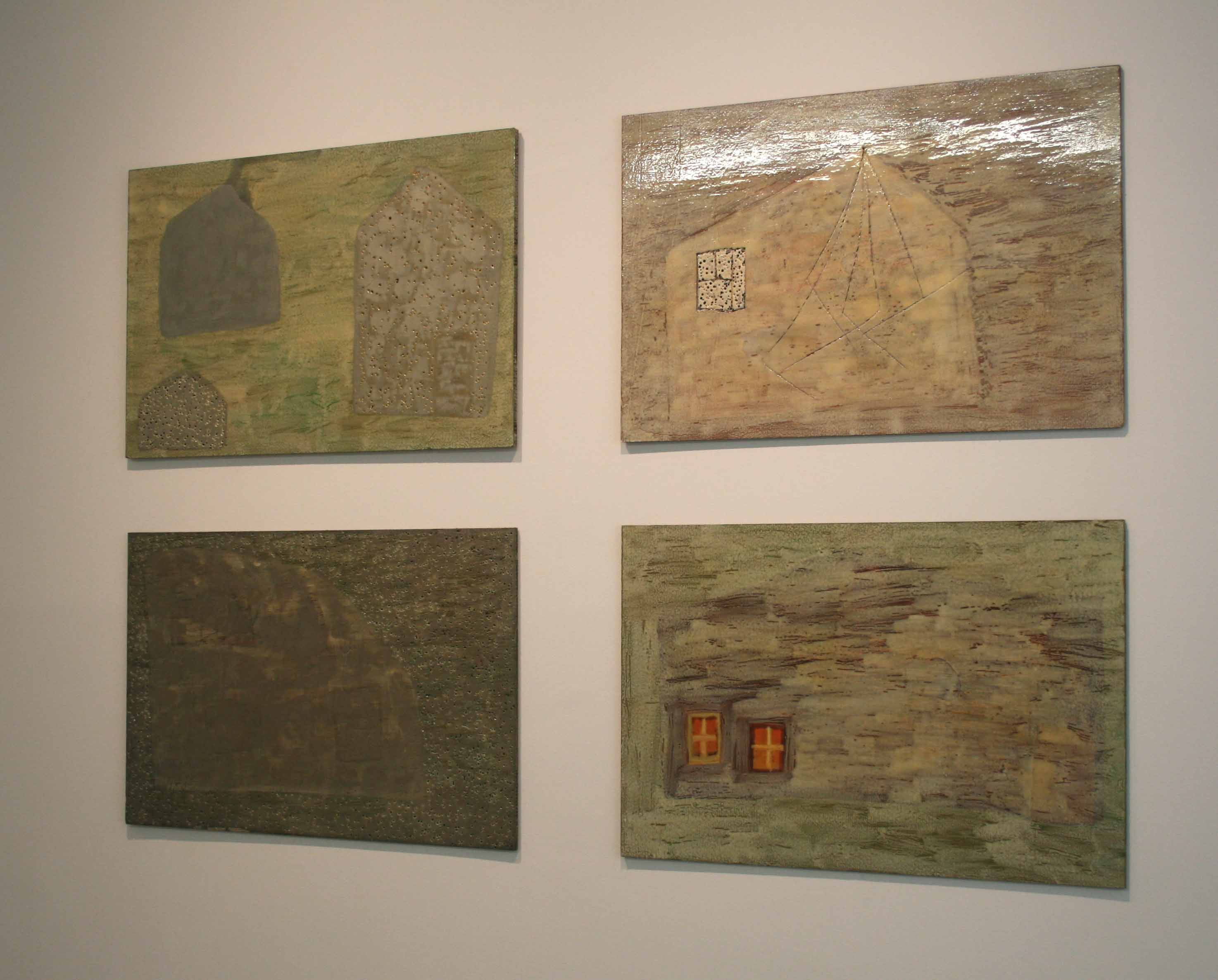
Expozitia Domus Omnia din Santiago de Compostela

Lamazares se mută la Berlin, unde va locui începând din 2004. După moartea tatălui său începe seria E fai frío no lume (Este frig în foc). El realizează mari expoziții în Serbia și de asemenea în Museul Kiscelli (o cireașă) din Budapesta.

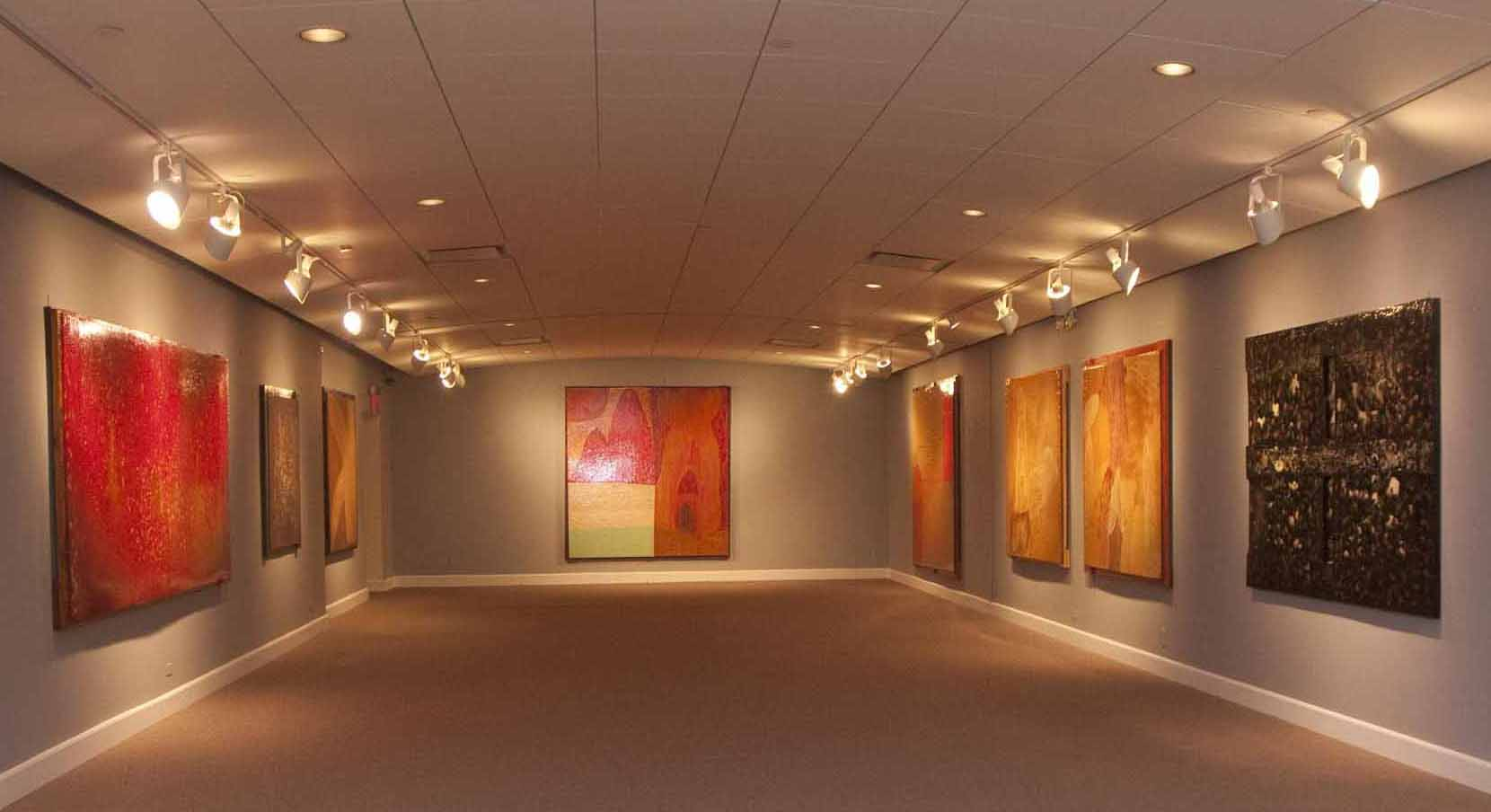
Expozitia lui Lamazares in New York, 2009

După acestea se dedică seriei Domus Omnia și participă cu grafica sa în alte două albume de artă cu poezii ale lui Oroza: o serigrafie în Deseo sin trámite și cinci litografii în Un sentimiento ingrávido recorre el ambiente. 
În 2008 expune Horizonte sin dueño (Orizont fara proprietar) în Galeria Națională a Iordaniei (Amman) și o antologie a lucrărilor sale grafice la Instituto Cervantes din Damasc (Siria), unde poetul Taher Riyad îi dedică Cantos de Lamazares, o colecție de poezii. În 2009 își expune opera în New York la Queen Sofía Spanish Institute, precum și în Orense (Spania) în Centrul de cultură al deputaților. El participă de asemenea la expoziția călătoare dedicată pictorului Vicente Aleixandre și este onorat cu premiul Laxeiro pentru opera sa de viață și pentru recunoașterea sa internațională. În 2010 lucrarea sa va fi expusă în biserica universității din Santiago de Compostela, precum și în Tui, în cadrul Festivalului internațional al filmului Play-Doc unde se va prezenta filmul documentar Horizonte sin dueño. Filmul turnat de Nayra und Javier Sanz (Rinoceronte Films), este un parcurs prin universul picturii, al poeziei și al naturii, din perspectiva lui Antón Lamazares.